# The Silent Force Tour
The Silent Force er en dobbelt-dvd, som blev udgivet af hollandske Within Temptation i november 2005. Som tilføjelse til standardversionen af dvd'en, inkluderer en version også en cd.

## Indhold

### Dvd, disk #1

#### Koncert FraJava EilandiAmsterdam
1. "Deceiver of Fools"
2. "Stand My Ground"
3. "Jillian (I'd Give My Heart)"
4. "It's the Fear"
5. "Forsaken"
6. "Angels"
7. "Towards the End"
8. "Memories"
9. "Intro"
10. "See Who I Am"
11. "Aquarius"
12. "Pale"
13. "Jane Doe"
14. "Caged"
15. "Mother Earth"
16. "Candles"
17. "The Other Half (Of Me)"
18. "Ice Queen"

#### Koncert fraThe Music,Finland, 2005
1. "Memories"
2. "Angels"
3. "Stand My Ground"

#### Koncert fraWerchter,Belgien, 2005
1. "Ice Queen"
2. "See Who I Am"
3. "Stand My Ground"

#### Musikvideoer
1. "Stand My Ground"
2. "Memories"
3. "Angels"

### Dvd, disk #2
- Tours and festivals – 2003-2005
- The making of ...
  - ... the album – Part one
  - ... the album– Part two
  - ... "Stand My Ground"
  - ... "Memories"
  - ... "Angels"
- Impressions & interviews
  - De Boerderij, TMF Special 2004
  - Bettina S, Finland 2005
  - WT in Dubai, TMF special 2005
  - TMF Awards & MTV Newsflash, The Netherlands 2005
  - Live 05 interview, The Voice, Finland 2005
  - Kerrang Radio FM, United Kingdom, 2005
- Extra's
  - Open Air forest theatre' Kersouwe' special, The Netherlands 2004
  - The Java-island special, The Netherlands 2005
- Photogallery
- Bloopers
- Credits

### Live-cd
1. "Deceiver of Fools"
2. "Stand My Ground"
3. "Jillian (I'd Give My Heart)"
4. "It's the Fear"
5. "Forsaken"
6. "Angels"
7. "Towards the End"
8. "Memories"
9. "Intro"
10. "See Who I Am"
11. "Pale"
12. "Jane Doe"
13. "Mother Earth"
14. "Candles"
15. "The Other Half (Of Me)"
16. "Ice Queen"